# 钩形黄腺羽蕨
钩形黄腺羽蕨（学名：Pleocnemia hamata）为叉蕨科黄腺羽蕨属下的一个种。